# بني زليطن (باب مرزوقة)
بني زليطن هي إحدى مشيخات المملكة المغربية، تتبع جغرافيا لإقليم تازة وإداريًا لباب مرزوقة. يقدر عدد سكانها بـ 4450 نسمة حسب الإحصاء الرسمي للسكان والسكنى لسنة 2004.